# Драконяче полум'я
Драконяче полум'я (англ. Dragon's Fire) — науково-фантастичний роман ірландських письменників Енн Маккефрі і її сина Тодда Маккефрі. Опублікований у 2006 році. Це двадцята книга з серії Вершники Перна, що започаткована у 1967 році. Продовження роману «Драконячий родич».

## Сюжет
Герої книги — Крістов, Пеллар і Галла — шахтарі, які добувають горючий камінь, без якого дракони не можуть видихати вогонь, що знищує смертельно небезпечні для планети Нитки. Вони повинні перешкодити жадібним і тупим комерсантам знищити запаси дорогоцінного каменю.